# فرانك لوبورتو
فرانك لوبورتو (بالإنجليزية: Frank LoPorto)‏ مواليد 7 فبراير 1978، هو ملاكم محترف أسترالي يصنف ضمن فئة وزن خفيف المتوسط.

## إحصائيات
خاض خلال مسيرته 20 نزالا، فاز في 14 وتعادل في 2 وخسر في 5. فاز بالضربة القاضية في 6 نزالات.

## روابط خارجية
- فرانك لوبورتو على موقع بوكس ريك (الإنجليزية) (registration required)